# Asnæs
Asnæs est une ville de la municipalité d'Odsherred, située dans le nord-ouest de l'ile de Seeland au Danemark. La ville se situe à environ 90 kilomètres à l'ouest de Copenhague et compte une population de 3 100 habitants au 1er janvier 2022. 
La ville abrite une salle de natation, une salle de sport, Asnæs Skole folkeskole, le centre commercial Asnæs Centret, Odsherred Gymnasium et un grand site de production pour NKT Cables.

## Personnes notables
- Christian Poulsen (né en 1980 à Asnæs), ancien footballeur danois, remportant 454 sélections en club; membre régulier de l'équipe nationale de football du Danemark avec 92 sélections

## Transport
Asnæs est situé à proximité de la route danoise 21 et possède une gare sur la ligne de chemin de fer Odsherred, avec pour terminus Holbæk et reliant la ville à Copenhague.